# دوري لاتفيا لكرة السلة
دوري لاتفيا لكرة السلة هو دوري كرة سلة للمحترفين في لاتفيا تأسس في 1992 يلعب فيه 10 فرق. فريق فينتسبيلس لكرة السلة هو الأكثر تتويجا باللقب.

## أبرز الفرق
- فينتسبيلس لكرة السلة

## وصلات خارجية
- الموقع الإلكتروني